# Cerro Overo
Le Cerro Overo est un volcan du Chili qui se présente sous la forme d'un maar de 600 mètres de diamètre pour 80 mètres de profondeur. Les rebords du cratère, qui culmine à 4 555 mètres d'altitude, sont entourés par des dépôts d'éjecta atteignant une épaisseur de 1,5 mètre. Il est entouré par le Chiliques au sud-ouest, le salar d'Aguas Calientes à l'est et la Laguna de Legia au nord-ouest. Il est né d'explosions phréato-magmatiques, peut-être au cours de l'Holocène. Il repose sur des ignimbrites rejetés au Pliocène par la caldeira de La Pacana. Les roches siliceuses qu'il a émis sont les plus récentes d'origine volcanique de cette partie de la cordillère des Andes.